# William H. Press

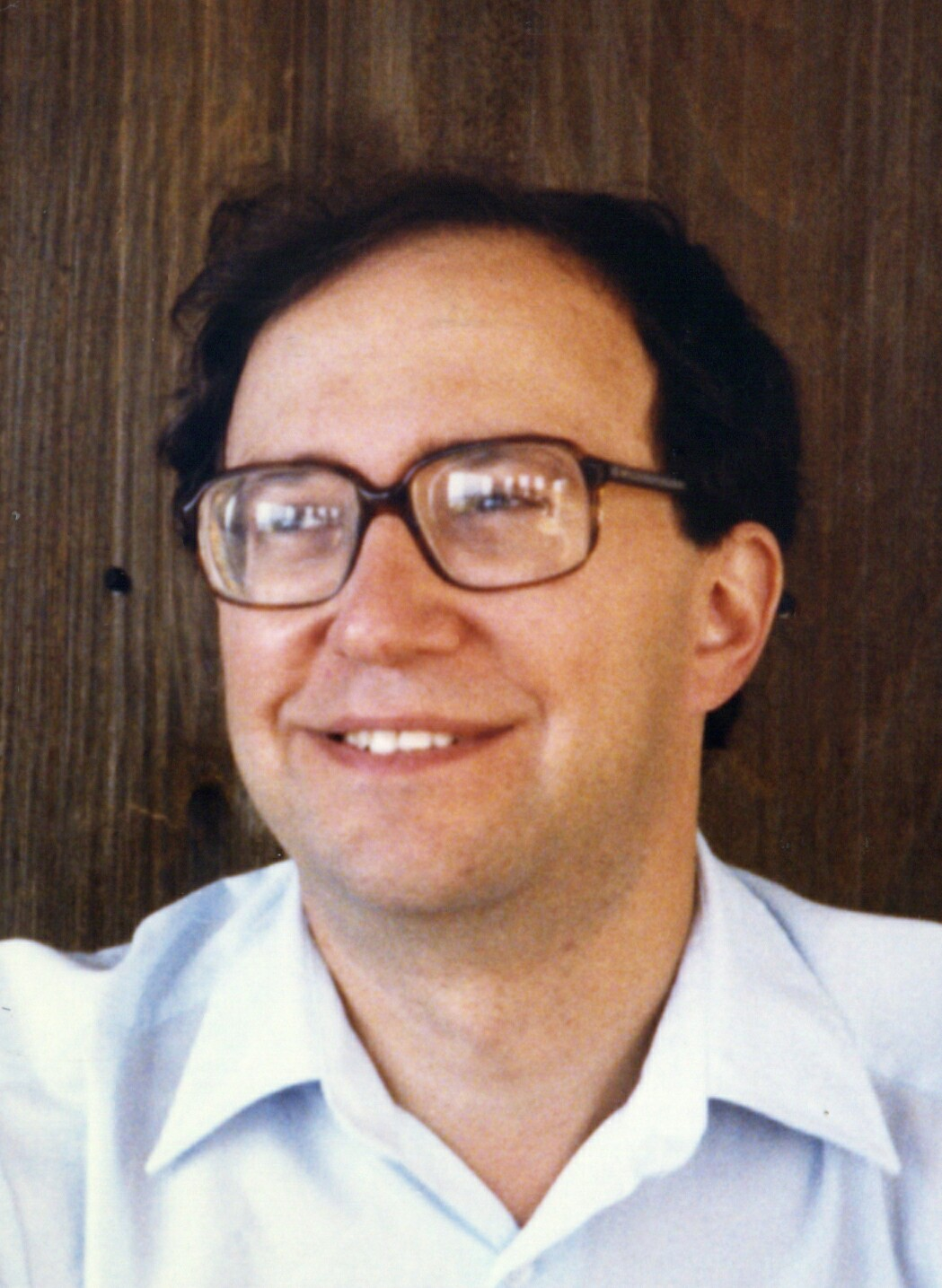
William H. Press (1980)

William Henry Press (* 23. Mai 1948 in New York City) ist ein US-amerikanischer Astrophysiker, Informatiker und Biologe.

## Biografie
Press erwarb den Doktorgrad in Physik 1972 am California Institute of Technology (Applications of black-hole perturbation techniques). Nach einer Zeit als Assistant Professor an der Princeton University war er von 1976 bis 1998 Professor für Physik und Astronomie an der Harvard University. Von 1998 bis 2004 war er stellvertretender Direktor für Wissenschaft und Technologie am Los Alamos National Laboratory, zurzeit ist er Professor für Informatik und Biologie an der University of Texas at Austin.
Press begann seine Karriere als theoretischer Astrophysiker mit Arbeiten zur Kosmologie. Er ist erster Autor des weitverbreiteten Fachbuchs Numerical Recipes über Methoden der numerischen Mathematik. Später wandte er sich dem Wissenschaftsmanagement und biologischen Fragen zu, zurzeit arbeitet er hauptsächlich mit statistischen Methoden zur Bioinformatik und Genetik.
Er war am Supernova-Entfernungsprojekt von Adam Riess und Robert Kirshner beteiligt und in den 1970er Jahren mit Saul Teukolsky an der Untersuchung der dynamischen Stabilität rotierender schwarzer Löcher. Bekannt ist er für den Press-Schechter-Formalismus (1974, mit Paul L. Schechter), der die Massenverteilung von durch gravitativen Kollaps gebildeten Objekten aus Anfangsfluktuationen in der Massendichte in einem bestimmten Volumen darstellt. Danach ist die Verteilung für kleine Massen einem Potenzgesetz folgend und hat einen exponentiellen Cutoff für große Massen mit einer Grenzmasse, die zeitabhängig ist. Die Anzahl {\displaystyle N(M)} der Objekte mit Massen zwischen {\displaystyle M} und {\displaystyle m+dM} ist nach dem Modell:
{\displaystyle N(M)dM={\frac {1}{\sqrt {\pi }}}\left(1+{\frac {n}{3}}\right){\frac {\bar {\rho }}{M^{2}}}\left({\frac {M}{M^{*}}}\right)^{\left(3+n\right)/6}\exp \left(-\left({\frac {M}{M^{*}}}\right)^{\left(3+n\right)/3}\right)dM}
ist der mittleren Materiedichte (aus baryonischer und dunkler Materie) {\displaystyle {\bar {\rho }}}, {\displaystyle n} der Potenz der primordialen Fluktuationen der spektralen Leistungsdichte im frühen Universum {\displaystyle P(k)\propto k^{n}} und der kritischen Masse {\displaystyle M^{*}} oberhalb derer die Objekte durch Gravitationsanziehung gebildet werden. Das Modell erklärt zuvor von Schechter beobachtete räumliche Dichteverteilung der Leuchtkraft zum Beispiel von Sternen in Haufen und Galaxien in Galaxienhaufen.
Mit Freeman Dyson befasste er sich mit Strategien im  Gefangenen-Dilemma.

## Ehrungen
- 1974 Sloan Research Fellow
- 1981 Helen-B.-Warner-Preis
- 1989 Fellow der American Physical Society
- 1993 Mitglied der American Academy of Arts and Sciences
- 1994 Mitglied der National Academy of Sciences
- 2013 Präsident der American Association for the Advancement of Science

## Schriften
- mit Alan Lightman, Saul Teukolsky: Problem book in relativity and gravitation. Princeton University Press, 1975.
- mit Teukolsky, William Vetterling, Brian Flannery: Numerical Recipes: The Art of Scientific Computing. Cambridge University Press, 2007 (3. Auflage).
- mit Paul Schechter: Formation of galaxies and clusters of galaxies by selfsimilar gravitational condensation, Astrophys. J., Band 187, 1974, S. 425–438